# Џенифер Кент
Џенифер Кент (енгл. Jennifer Kent, 5. март 1969, Бризбејн) аустралијска је редитељка, сценаристкиња, продуценткиња и глумица, најпознатија по психолошком хорору Бабадук (2014), који је уједно био и њен редитељски деби. За рад на овом филму Кент је награђена са две Награде ААКТА и то за најбољу режију и најбољи оригинални сценарио. Њен други дугометражни филм, Славуј (2018), премијерно је приказан на Филмском фестивалу у Венецији и донео јој је још три Награде ААКТА, по други пут за најбољу режију и сценарио, али и за најбољи аустралијски филм године.
Кент је дипломирала 1991. године, на Националном институту драмских уметности. У почетку се бавила глумом, појавивши се у неколико мање познатих филмова и ТВ серија, да би се касније посветила режији која јој је донела далеко више успеха.

## Филмографија
| Година | Филм                               | Режија | Сценарио | Продукција | Глумица | Напомене        |
| ------ | ---------------------------------- | ------ | -------- | ---------- | ------- | --------------- |
| 1997.  | Бунар                              | Не     | Не       | Не         | Да      |                 |
| 1998.  | Бејб: Прасе у граду                | Не     | Не       | Не         | Да      |                 |
| 2003.  | Догвил                             | Не     | Не       | помоћни    | Не      |                 |
| 2005.  | Чудовиште                          | Да     | Да       | Не         | Не      | кратки филм     |
| 2006.  | Двоје уврнутих                     | Да     | Не       | Не         | Не      | мини-серија     |
| 2014.  | Бабадук                            | Да     | Да       | Не         | Не      | 2 Награде ААКТА |
| 2018.  | Славуј                             | Да     | Да       | Да         | Не      | 3 Награде ААКТА |
| 2022.  | Кабинет знатижеље Гиљерма дел Тора | Да     | Да       | Не         | Не      | ТВ серија       |